# Fosfato de lítio
Fosfato de lítio ou fosfato de trilítio ou ortofosfato de lítio é um composto químico de fórmula Li3PO4, peso molecular de 115.80. Tem aparência de um cristal branco ou pó deliquescente. Apresenta densidade de 2.54 g/cm3 e ponto de fusão de 837 °C. Número CAS: 10377-52-3. Solubilidade em água de 0.39 g/L a 18 °C.
Aplicações:
O fosfato de lítio (Li₃PO₄) é comumente utilizado em baterias recarregáveis de íon de lítio, desempenhando um papel importante na tecnologia de armazenamento de energia. Aqui estão algumas de suas principais utilidades e aplicações:
1. Baterias de Íon de Lítio: O fosfato de lítio é uma escolha comum como material de cátodo em baterias de íon de lítio, especialmente em aplicações onde a estabilidade térmica e a segurança são prioridades. Essas baterias são usadas em dispositivos eletrônicos, veículos elétricos, sistemas de armazenamento de energia e outras aplicações.
2. Armazenamento de Energia: Devido à sua estabilidade térmica e segurança, as baterias de fosfato de lítio são frequentemente escolhidas para sistemas de armazenamento de energia residencial e comercial, onde a confiabilidade é fundamental.
3. Veículos Elétricos: Baterias de fosfato de lítio são utilizadas em veículos elétricos devido à sua segurança e desempenho. Elas têm uma menor tendência para superaquecimento e são menos propensas a reações térmicas adversas em comparação com alguns outros tipos de baterias de íon de lítio.